# Coupe Challenge masculine de handball 2014-2015
Navigation
Coupe Challenge 2013-2014 Coupe Challenge 2015-2016
La Coupe Challenge masculine de handball 2014-2015 est la 22e édition de la Coupe Challenge, troisième compétition dans la hiérarchie des compétitions européennes masculines.
La compétition est remportée pour la première fois par le club roumain du HC Odorheiu Secuiesc, vainqueur en finale du club portugais de l'ABC Braga/UMinho.

## Clubs participants
Les 30 clubs qualifiés pour le tour préliminaire
- HC Visé BM
- Dobroudja Dobritch
- Põlva Serviti
- Riihimäen Cocks
- HC Samtredia
- AC Doukas
- AO Poseidon Loutrakiou
- GAS Kilkis
- Cambridge HC
- Ruislip Eagles
- Salford HC
- HC Holon
- Ramat Hashron HC
- Terraquilia Handball Carpi
- KH Prishtina
- HB Dudelange
- Red Boys Differdange
- RK Pelister Bitola
- RK Boka
- FyllingenBergen
- Stord Handball
- Benfica Lisbonne
- HC Dukla Prague
- HC Odorheiu Secuiesc
- RK Metaloplastika Šabac
- RK Radnički Kragujevac
- Ankara Il Özel Idare SK
- BB Ankara Spor
- KS Azoty-Puławy
- ZTR Zaporijia

Le club directement qualifié pour les huitièmes de finale
- ABC Braga/UMinho

## Résultats

### Tour préliminaire
| Date Aller       | Club                    | Aller | Total | Retour | Club                       | Date Retour      |
| ---------------- | ----------------------- | ----- | ----- | ------ | -------------------------- | ---------------- |
| 22 novembre 2014 | BB Ankara Spor          | 23-29 | 47-60 | 24-31  | ZTR Zaporijia              | 29 novembre 2014 |
| 22 novembre 2014 | RK Radnički Kragujevac  | 34-21 | 62-54 | 28-33  | AO Poseidon Loutrakiou     | 29 novembre 2014 |
| 22 novembre 2014 | Red Boys Differdange    | 33-17 | 81-45 | 48-28  | Ankara Il Özel Idare SK    | 23 novembre 2014 |
| 29 novembre 2014 | Warrington Wolves HC    | 15-27 | 37-51 | 22-24  | Maccabi Kiriyat Holon      | 30 novembre 2014 |
| 29 novembre 2014 | RK Partizan Tivat       | 28-38 | 54-75 | 26-37  | HB Dudelange               | 30 novembre 2014 |
| 29 novembre 2014 | HC Samtredia            | 25-41 | 51-79 | 26-38  | Riihimäen Cocks            | 30 novembre 2014 |
| 22 novembre 2014 | RK Metaloplastika Šabac | 20-26 | 44-58 | 24-32  | KS Azoty-Puławy            | 29 novembre 2014 |
| 21 novembre 2014 | Dobroudja Dobritch      | 22-30 | 50-62 | 28-32  | Ramat Ha-Sharon HC         | 22 novembre 2014 |
| 22 novembre 2014 | Põlva Serviti           | 36-24 | 57-53 | 21-29  | Terraquilia Handball Carpi | 29 novembre 2014 |
| 23 novembre 2014 | HC Dukla Prague         | 34-24 | 52-48 | 18-24  | RK Pelister Bitola         | 29 novembre 2014 |
| 22 novembre 2014 | Stord Handball          | 39-26 | 77-51 | 38-25  | KH Prishtina               | 29 novembre 2014 |
| 22 novembre 2014 | Ruislip Eagles          | 22-42 | 37-81 | 15-39  | HC Visé BM                 | 23 novembre 2014 |
| 22 novembre 2014 | Benfica Lisbonne        | 33-32 | 61-57 | 28-25  | FyllingenBergen            | 23 novembre 2014 |
| 29 novembre 2014 | GAS Kilkis              | 20-23 | 40-39 | 20-16  | AC Doukas                  | 22 novembre 2014 |
| 22 novembre 2014 | HC Odorheiu Secuiesc    | 35-14 | 78-35 | 43-21  | Cambridge HC               | 23 novembre 2014 |

### Huitièmes de finale
| Date Aller      | Club                  | Aller  | Total | Retour | Club                   | Date Retour     |
| --------------- | --------------------- | ------ | ----- | ------ | ---------------------- | --------------- |
| 13 février 2015 | Ramat Ha-Sharon HC    | 29-19  | 59-46 | 30-27  | GAS Kilkis             | 14 février 2015 |
| 15 février 2015 | HC Visé BM            | 30-32  | 56-67 | 26-35  | KS Azoty-Puławy        | 21 février 2015 |
| 13 février 2015 | HC Odorheiu Secuiesc  | 33 -20 | 63-36 | 30-16  | Red Boys Differdange   | 14 février 2015 |
| 14 février 2015 | Benfica Lisbonne      | 36-30  | 64-54 | 28-24  | HB Dudelange           | 15 février 2015 |
| 14 février 2015 | ABC Braga/UMinho      | 42-27  | 74-57 | 32-30  | HC Dukla Prague        | 22 février 2015 |
| 14 février 2015 | Põlva Serviti         | 24-21  | 47-49 | 23-28  | ZTR Zaporijia          | 21 février 2015 |
| 13 février 2015 | Stord Handball        | 32-23  | 54-50 | 22- 27 | RK Radnički Kragujevac | 14 février 2015 |
| 21 février 2015 | Maccabi Kiriyat Holon | 28-35  | 52-75 | 24-40  | Riihimäen Cocks        | 23 février 2015 |

### Quarts de finale
| Date Aller   | Club            | Aller | Total | Retour | Club                 | Date Retour  |
| ------------ | --------------- | ----- | ----- | ------ | -------------------- | ------------ |
| 20 mars 2015 | Stord Handball  | 36-26 | 60-52 | 24-26  | Ramat Ha-Sharon HC   | 21 mars 2015 |
| 15 mars 2015 | ZTR Zaporijia   | 18-26 | 38-48 | 20- 22 | HC Odorheiu Secuiesc | 22 mars 2015 |
| 14 mars 2015 | Riihimäen Cocks | 22-27 | 49-65 | 27-38  | ABC Braga/UMinho     | 21 mars 2015 |
| 15 mars 2015 | KS Azoty-Puławy | 29-37 | 61-68 | 32-31  | Benfica Lisbonne     | 21 mars 2015 |

### Demi-finales
| Date Aller    | Club                 | Aller   | Total   | Retour  | Club             | Date Retour   |
| ------------- | -------------------- | ------- | ------- | ------- | ---------------- | ------------- |
| 11 avril 2015 | ABC Braga/UMinho     | 25 - 18 | 50 - 45 | 25 - 27 | Stord Handball   | 19 avril 2015 |
| 12 avril 2015 | HC Odorheiu Secuiesc | 31 - 29 | 58 - 54 | 27 - 25 | Benfica Lisbonne | 19 avril 2015 |

### Finale
| Date Aller  | Club             | Aller   | Total   | Retour  | Club                 | Date Retour |
| ----------- | ---------------- | ------- | ------- | ------- | -------------------- | ----------- |
| 17 mai 2015 | ABC Braga/UMinho | 32 - 28 | 57 - 60 | 25 - 32 | HC Odorheiu Secuiesc | 24 mai 2015 |

## Vainqueur
| Champion d'Europe - Coupe Challenge 2014-2015 HC Odorheiu Secuiesc 1er titre |